# Олд, Александр
Александр Джеймс Олд (англ. Alexander James Auld; 7 января 1981, Тандер-Бей, Онтарио) — профессиональный канадский хоккеист. Амплуа — вратарь. Прозвище — «Олди» (англ. "Auldy").

## Биография
Олд родился в Тандер-Бей. Он женат на дизайнере ювелирных украшений Мелани Олд. У пары есть сын Сэм Александр Олд, который родился 5 января 2008 года в Бостоне, Массачусетс, и дочь Элла Грейс Олд, которая родилась 26 июля 2011 года в  Форт-Лодердейле, Флорида.

## Игровая карьера
На драфте НХЛ 1999 года выбран во 2 раунде под общим 40 номером командой «Флорида Пантерз». 31 мая 2001 года обменян в «Ванкувер Кэнакс». 23 июня 2006 года обменян во «Флориду Пантерз». Сезон 2007/08 года начал в «Финикс Койотис», с 6 декабря 2007 года в «Бостон Брюинз», с 2008 года в «Оттава Сенаторз».

## Награды
- Бронзовый призёр Молодёжного чемпионата мира в 2001 году.

## Статистика
```
Season   Team                        Lge    GP   Min   GA  EN SO   GAA   W   L   T   Svs    Pct
-----------------------------------------------------------------------------------------------
1997-98  North Bay Centennials       OHL     6   206   17   0  0  4.95   0   4   0   116  0.872
1998-99  North Bay Centennials       OHL    37  1894  106   4  1  3.36   9  20   1   943  0.899
1999-00  North Bay Centennials       OHL    55  3047  167   6  2  3.29  21  26   6  1371  0.891
2000-01  North Bay Centennials       OHL    40  2319   98   1  1  2.54  22  11   5  1088  0.917
2001-02  Vancouver Canucks           NHL     1    60    2   0  0  2.00   1   0   0    20  0.909
2001-02  Columbia Inferno            ECHL    6   375   12   0  0  1.92   3   1   2   152  0.927
2001-02  Manitoba Moose              AHL    21  1104   65   1  1  3.53  11   9   0   483  0.881
2002-03  Manitoba Moose              AHL    37  2209   97   3  3  2.64  15  19   3   955  0.908
2002-03  Vancouver Canucks           NHL     7   382   10   0  1  1.57   3   3   0   155  0.939
2003-04  Manitoba Moose              AHL    40  2329   99   0  4  2.55  18  16   4  1071  0.915
2003-04  Vancouver Canucks           NHL     6   348   12   0  0  2.07   2   2   2   156  0.929
2004-05  Manitoba Moose              AHL    50  2763  118   0  2  2.56  25  18   4  1178  0.909
2005-06  Vancouver Canucks           NHL    67  3859  189   3  0  2.94  33  26   6  1749  0.902
2006-07  Florida Panthers            NHL    27  1471   82   5  1  3.35   7  13   5   647  0.888
2007-08  Boston Bruins               NHL    23  1213   47   3  2  2.32   9   7   5   531  0.919
2007-08  Phoenix Coyotes             NHL     9   509   30   2  1  3.54   3   6   0   219  0.880
2007-08  San Antonio Rampage         AHL     2   119    5   0  1  2.53   1   1   0    48  0.906
2008-09  Ottawa Senators             NHL    43  2449  101   7  1  2.47  16  18   7  1040  0.911
2009-10  New York Rangers            NHL     3   119    5   0  0  2.53   0   1   0    47  0.904
2009-10  Dallas Stars                NHL    21  1181   59   1  0  3.00   9   6   3   499  0.894
2010-11  Montreal Canadiens          NHL    16   749   33   1  0  2.64   6   2   2   350  0.914
2011-12  Ottawa Senators             NHL    14   645   36   1  0  3.35   2   4   2   274  0.883
2012-13  Salzbug EC               Austria   26

Lge - лига, в которой выступал игрок.
GP - сыгранные матчи.
Min - минуты, проведённые на поле.
GA - пропущенные шайбы.
EN - голы, забитые в пустые ворота.
SO - матчи на "ноль" (без пропущенных шайб).
GAA - среднее число пропускаемых за матч шайб.
W, L, T - количество побед, поражений и ничьх, одержанных командой с этим вратарём.
Svs - отражённые броски ("сэйвы").
Pct - процент отражённых бросков.

```